# Свистни по ветру (мюзикл)
«Свистни по ветру» (англ. Whistle Down the Wind) — мюзикл Эндрю Ллойда Уэббера и Джима Стайнмана, основанный на одноимённом фильме 1961 года.

## Премьера
Премьера мюзикла состоялась в Вашингтоне, в театре «National Theatre» 12 декабря 1996 года. Дэвис Гейнс исполнил роль Человека, а Ирэн Моллой — роль Ласточки. Из-за большого числа негативных отзывов, премьера спектакля на Бродвее, которая должна была состояться 12 апреля 1996 года, была отменена. Режиссура Хэла Принса была названа одной из причин провала. Однако спектакль стал широко известен, благодаря популярности Джима Стайнмана, и дуэт Эндрю Ллойда Уэббера и Джима рассматривался как основанный на материалах Стайнмана.

## Сюжет
Фильм основан на одноимённом романе Мэри Хэйли Белл. В фильме действие перенесено из графства Ланкашир в маленький городок в Луизиане, где всё и происходит в 1959 году.

## Музыкальные номера
| Акт I - The Vaults of Heaven - Overture - I Never Get What I Pray For - Home by Now - It Just Doesn’t Get Any Better Than This - Whistle Down the Wind - The Vow - Cold - Unsettled Scores - If Only - Tyre Tracks and Broken Hearts - Safe Haven - Long Overdue for a Miracle - When Children Rule the World - Annie Christmas* - No Matter What - Финал 1 акта: No Matter What / When Children Rule the World | Акт II - Introduction Act Two - Try Not to Be Afraid - A Kiss Is a Terrible Thing to Waste - If Only (реприза) - Charlie Christmas** - Off Ramp Exit to Paradise** - Safe Haven (реприза) - Wrestle With the Devil - The Hunt - Unsettled Scores (реприза) - Finale: Whistle Down the Wind / When Children Rule the World |

* впоследствии заменена на «The Gang» (также известная как «The Tribe» (слова: Дон Блэк)
** впоследствии удалены
Песня «No Matter What» была исполнена и записана ирландской группой Boyzone и в 1998 году поднялась до первого места в национальном хит-параде Великобритании, став самой успешной записью этого коллектива.